# バンコク・エアウェイズ

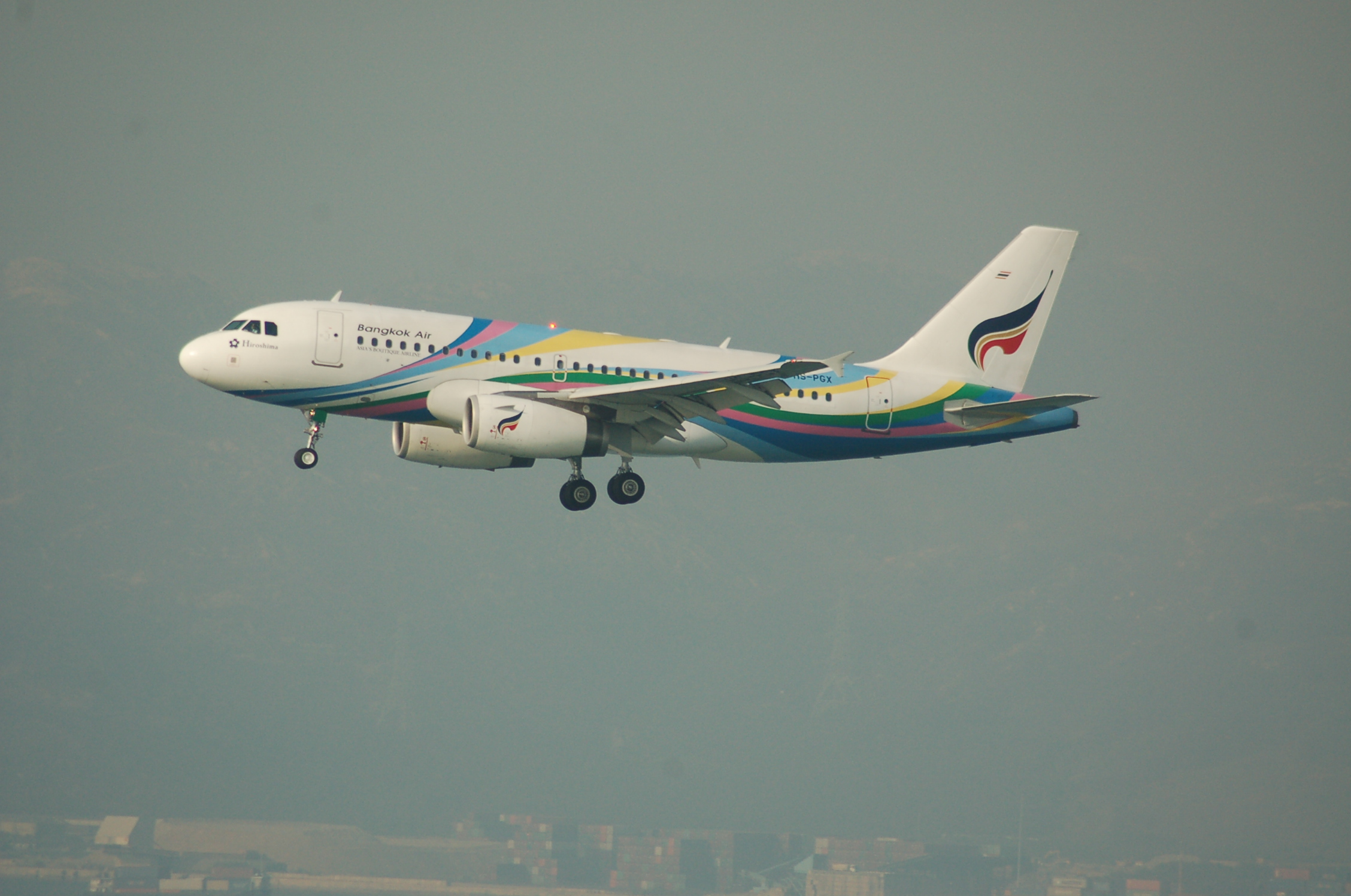
エアバス A319 Hiroshima

バンコクエアウェイズ（Bangkok Airways）はバンコクから国内のリゾート地や近隣諸国などを中心に旅客
輸送サービスを提供するタイを本拠地にした航空会社である。

## 概要
前身はサハコン・グループが1968年に開始したサハコン・エアである。当時は、10席の軽飛行機で首都と南部の間を石油や天然ガスの調査に従事していた多くの団体に対しチャーター便サービスを行っていた。1986年に国内定期旅客便の運航を開始、2004年に会社として「アジアのブティックエアライン：高級なサービス」をキャンペーン展開することを発表、このキャンペーンによりブティックラウンジ、ブティック空港、魅力的な食事、新しい機体、乗客へのフレンドリーかつ高級なサービスを行うなど、すべてのカテゴリーにおいてフルサービスを提供することでFSC（フルサービスキャリア）としてLCCとの差別化を図る方針。2006年からタイ国際航空とコードシェアを実施するなどの提携を開始した。観光路線であるバンコク - シェムリアップ間を独占的に運航する権利を得ていたが、2012年11月30日より、カンボジア・アンコール航空が同区間に就航した。
2007年バンコク・ドゥシット・メディカル・サービシーズ創業者であるプラサート・プラサートーンオーソットが、CEOに就任。
2008年11月末、シェムリアップ・エアウェイズが運航を停止してから、カンボジア国内線であるシェムリアップ - プノンペン線にも就航していた。2009年7月にカンボジア・アンコール航空が新規就航した後、同区間から撤退した。
2012年1月15日から、フィンランド航空がバンコク・エアウェイズとコードシェアを開始。バンコク・エアウェイズが運航するバンコク発着のサムイ・プーケット・チェンマイ線と、シンガポール - サムイ線、香港 - サムイ線の計5路線が対象となる。

## 就航地
| タイ国内 | タイ国内                   |
| --- | -------------------------- |
| バンコク/スワンナプーム、バンコク/ドンムアン、チェンマイ、サムイ島、クラビー、ラムパーン、プーケット、スコータイ、トラート、ウタパオ、メーホンソーン、ハートヤイ |                            |
| 国 | 就航都市                   |
| カンボジア | プノンペン、シェムリアップ |
| モルディブ | マレ                       |
| ラオス | ルアンパバーン             |
| 中国 | 重慶/江北、成都/天府       |
| 香港 | 香港                       |
| シンガポール | シンガポール               |

## 日本との関係
日本・タイ間の航空交渉によるオープンスカイを機に自動車産業従事者などの移動を主なターゲットとして、2005年12月に広島、2006年11月に福岡に運航を開始したが、リーマン・ショックや東南アジアにおけるタイ・エアアジアなど格安航空会社 (LCC)との価格競争による厳しい経営環境などの理由により、福岡線は2008年10月、広島線も2009年10月をもってそれぞれ運休し、その後支店も閉鎖されたが、日本への運航許可権は現在も保有しており、最近でもチャーター便などでの飛来実績がある。
2012年11月からは日本航空が運航する東京/羽田・東京/成田・大阪/関西 - バンコク/スワンナプーム線においてコードシェアが実施している。
2014年5月7日から日本航空とのコードシェアを拡大した。実施中のバンコク/スワンナプーム発着のプーケット・チェンマイ・サムイ・ムンバイ・マレの5路線のほかに、新たにヤンゴン・ネピドー・マンダレー・プノンペン・シェムリアップ・ヴィエンチャン・ルアンパバーン・チェンライの8路線を加えた。

## サービス
前述の2004年に発表した「アジアのブティックエアライン：高級なサービス」を基本にブティックラウンジ、ブティック空港などを展開している。

### 私有空港
この航空会社の大きな特徴としては自社所有の空港がある。同社ではこれら空港をブティック空港と呼称して、それぞれが持つ自然と文化に溶け込むように設計し、会社のブティックエアラインとしての特徴を際立たしているとしている。
1989年にサムイ島に開港したサムイ空港はオープンエアの茅葺きのターミナルビルで、サムイ島の雰囲気に溶け込みように設計され、バンコクとの路線から定期便就航を本格的にスタートさせた。路線の性格上、日本や韓国、台湾、欧米などの観光客をターゲットにしているため運賃は高めの設定であり、加えてスワンナプーム国際空港のタイ国国内線使用料(100B)と比べると割高な空港使用料(200～300B)を徴収されるものの、ドル箱路線としてこの会社の躍進を支えることになる。
同様に1996年に開港したスコータイ空港は穏やかな水田の中に位置し、伝統的なタイの建築様式を反映した設計とし、2003年に開港したトラート空港は周囲の自然環境のエッセンスを強調した設計で自社空港を開港し、基本的にこれらの空港はバンコクエアウェイズの独占使用となっている。しかし、観光業界からの強い要望などにより、2008年2月15日よりタイ国際航空がサムイ空港に乗り入れることになった。

### ラウンジ
ブルーリボンクラブ（Blue Ribbon Club）
ビジネスクラス用のラウンジであり、スワンナプーム国際空港、チェンマイ空港、サムイ空港、プーケット国際空港から出発する際に利用できる。
ブティックラウンジ（Boutique Lounge）
エコノミークラスでも利用可能なラウンジであり、スワンナプーム国際空港、チェンマイ空港、プーケット国際空港から出発する際に利用できる。
Courtesy Corner / Kiosk
出発ロビーにて軽食、飲料を配布している。スコータイ空港、サムイ空港、トラート空港から出発する際に利用できる。

### マイレージ
Flyer Bonus プログラムは、自社便利用のほかに、以下の航空会社と提携がある。
- 日本航空
- キャセイ・パシフィック航空
- カタール航空
- エミレーツ航空
- カンタス航空

## 機材

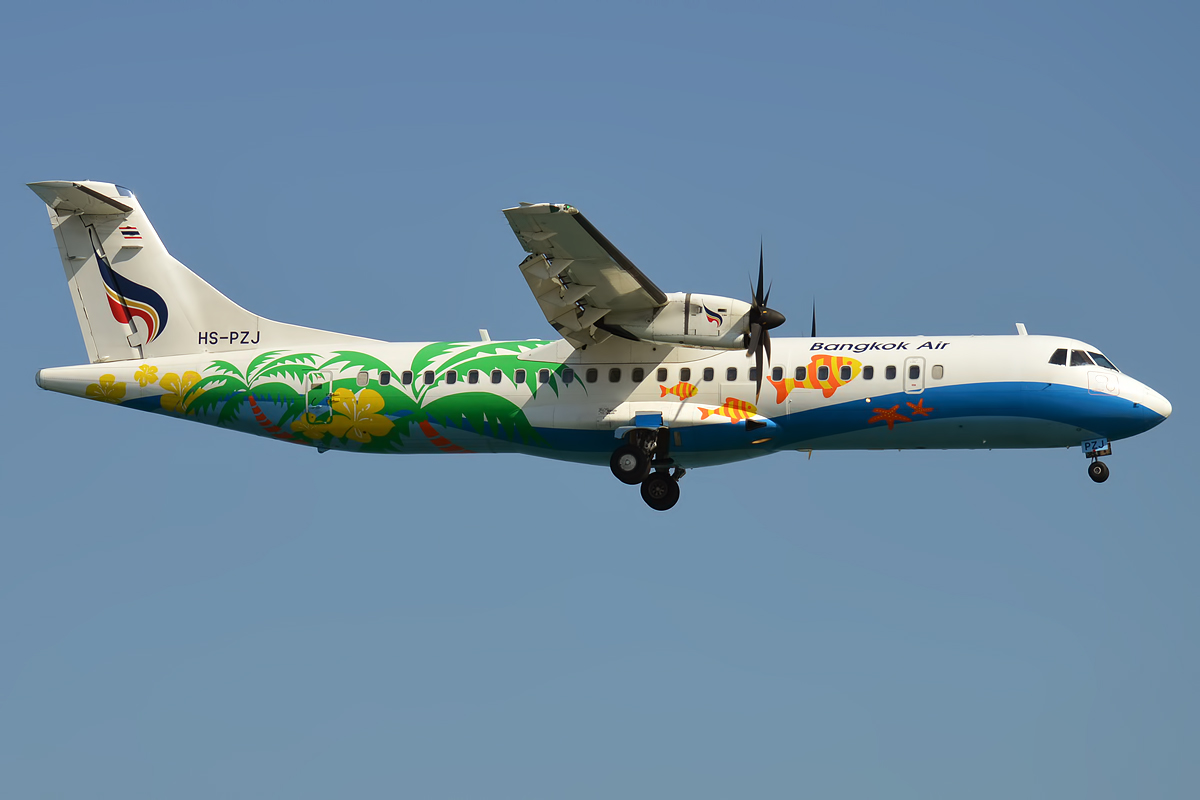
ATR 72-600 (HS-PZJ)

| 機材             | 保有数 | 座席数 | 座席数 | 座席数 | 備考            |
| 機材             | 保有数 | C      | Y      | 計     | 備考            |
| ---------------- | ------ | ------ | ------ | ------ | --------------- |
| ATR 72-600       | 10     |        | 70     | 70     | 2014-2018年導入 |
| エアバスA319-100 | 11     |        | 144    | 144    |                 |
| エアバスA319-100 | 11     | 12     | 108    | 120    |                 |
| エアバスA320-200 | 2      |        | 162    | 162    |                 |
| 合計             | 23     |        |        |        |                 |

### 機体塗装
バンコクエアウェイズは特別塗装が多く施している。   一部の機材にはサムイ、スコータイ、アンコールワットなどの地名の名称が付けられており、各地にちなんだ塗装が施されている。

### 退役済機材
- デ・ハビランド・カナダ DHC-8
- フォッカー100
- ボーイング 717-200

## 事故
2009年8月4日、クラビー発サムイ島行きのPG266便（乗員4名、乗客68名、ATR72型機、HS-PGL）が大雨のサムイ島にて着陸時にスリップ、オーバーランした後、旧管制塔に衝突した。機長が死亡、副操縦士1名と乗客6名の計7名の負傷者が出た。